# Entelecara aestiva
Entelecara aestiva är en spindelart som beskrevs av Simon 1918. Entelecara aestiva ingår i släktet Entelecara och familjen täckvävarspindlar. Inga underarter finns listade i Catalogue of Life.